# Ruellia prostrata
Ruellia prostrata är en akantusväxtart som beskrevs av Jean Louis Marie Poiret. Ruellia prostrata ingår i släktet Ruellia och familjen akantusväxter. Inga underarter finns listade i Catalogue of Life.

## Bildgalleri

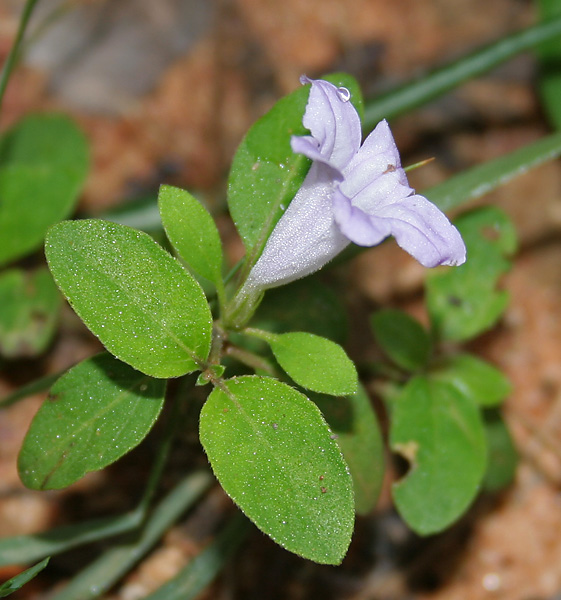
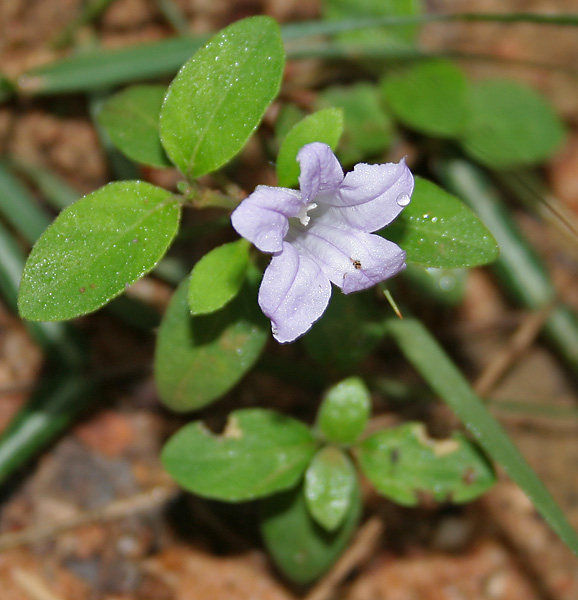